# 頌栄短期大学
頌栄短期大学（しょうえいたんきだいがく、英語: Shoei Junior College）は、兵庫県神戸市東灘区御影山手1-18-1に本部を置く日本の私立大学。1889年創立、1950年大学設置。大学の略称は頌栄。

## 概観

### 大学全体
- 兵庫県神戸市東灘区に所在する日本の私立短期大学で、設置主体は学校法人頌栄保育学院[1]
- 国内で最初に認可された短期大学149校[注 1]の1校として、1950年に1学科80名体制で開学した[2]。
- 日本で最初のキリスト教主義による保育者養成校であり、現存する日本で最古の保育者養成校でもある。
- 2025年度の入学生を最後に[注釈 1]、短期大学としての使命を終えることが決定した。

### 建学の精神
- ホームページほか右記資料も参照のこと[注釈 2]

### 教育および研究
- 同じ敷地内には頌栄幼稚園があり、在学生が学内見学実習や教育実習なども行っている。
- 関連の社会福祉法人頌栄会には、認定こども園 頌栄保育園、西鈴蘭台頌栄保育園、頌栄児童館、南五葉児童館、小規模保育園しょうえい、君影学童コーナーなどがあり、在学生が保育実習なども行っている。

### 学風および特色
- 頌栄短期大学は、1889年の米国最初の海外伝道団体アメリカン・ボード（会衆派系）から派遣された婦人宣教師アニー・ライオン・ハウにより、神戸の地に近代的な幼児保育を願った人々の求めにこたえ設立された頌栄保姆伝習所が起源となっている。
- 日本で最初のキリスト教主義による保育者養成校である。（現存する日本で最古の保育者養成校）
- 頌栄とはGloryと訳され、神の栄光をほめたたえるとの意味である。幼児に仕える保育の業が、神の栄光を現わすものであるようにとの祈りが込められた名前である。
- キリスト教精神に基づいた教育が行われ、授業の一環として礼拝がある。 男女共学だが、女子学生の方が圧倒的に多い[注釈 3]。
- 2008年度、財団法人短期大学基準協会の第三者評価より適格認定を受ける。

## 沿革
- 1889年
  - 10月 頌栄保姆伝習所を開設[4]。
- 1935年
  - 頌栄保育専攻学校を設立。
- 1942年
  - 財団法人頌栄保育学院を設立。
- 1949年
  - 10月 文部省[注釈 4]に短期大学[注 2]の設置認可に関する申請を行う[注 3]。なお、学科・専攻は以下の通りとなっている[注 4]。
    - 保育科 入学定員50名
- 1950年
  - 3月14日 左記を以て短期大学の設置が文部省[注釈 4]より認可される[注 5]。
  - 4月1日 左記を以て頌栄短期大学が以下の学科体制にて開学[注 6]。
    - 保育科 入学定員50→60名
- 1951年
  - 頌栄保育学院が学校法人になる。短期大学が保母（現 保育士）資格試験の科目免除校に指定される。
- 1954年
  - 5月1日 学生数[17]/定員
    - 保育科 127[注釈 5]/120
- 1958年
  - 3月31日 専攻科の設置が認められ、以下の課程を設ける[18]。
    - 保育専攻 入学定員20名
- 1979年
  - 短期大学のキャンパスを東灘区御影に移転[19]。
- 1980年
  - 4月1日 保育科の入学定員を60[20]→100に増員[21]。
  - 5月1日 学生数[22]/定員
    - 保育科 310[注釈 5]/160
- 1985年
  - 5月1日 学生数[23]/定員
    - 保育科 325[注釈 5]/200
- 1986年
  - 4月1日 史上初めての男子学生が入学している。
  - 5月1日 学生数[24]/定員
    - 保育科 367[注釈 6]/200
- 1987年
  - 5月1日 学生数[25]/定員
    - 保育科 390[注釈 6]/200
- 1991年
  - 頌栄人間福祉専門学校を併設[注 7]。
- 1992年
  - 5月1日 学生数[注 8]/定員
    - 保育科 351[注釈 6]/200
- 1994年
  - 4月1日 専攻科が大学評価・学位授与機構に認定される[28]。
- 1999年
  - 5月1日 学生数[29]/定員
    - 保育科 299[注 9]/200
- 2000年
  - 4月1日 専攻科の修業年限が2年制となる[30]。
- 2006年
  - 4月1日 保育科の入学定員を100→150に増員[注 10]。
- 2021年
  - 4月1日 保育科の入学定員を150→135に減員[33]。
- 2025年
  - 4月1日 この年度で短期大学としての学生募集を最終とする[注釈 1]。

## 基礎データ

### 所在地
- 兵庫県神戸市東灘区御影山手1-18-1

### 交通アクセス
- 阪急神戸本線「御影駅」より北西へ徒歩でおよそ10分の場所にある。
- JR神戸線（東海道本線）「六甲道駅」から神戸市営バス32系統乗車11分、御影山手で下車し徒歩3分。

### 象徴
- ホームページほか右記資料も参照のこと[注釈 2]

## 教育および研究

### 組織

#### 学科
- 保育科 入学定員135名[1]

#### 専攻科
- 保育学専攻 入学定員20名
  - 短期大学のみならず保育系の専門学校で幼稚園教諭二種免許状を取得した人も入学できる。

#### 別科
- なし

##### 取得資格について
資格
- 保育士

教職課程
- 幼稚園教諭二種免許状
- 幼稚園教諭一種免許状・教育学士：専攻科修了後、大学評価・学位授与機構の審査合格により取得可能。

#### 附属機関

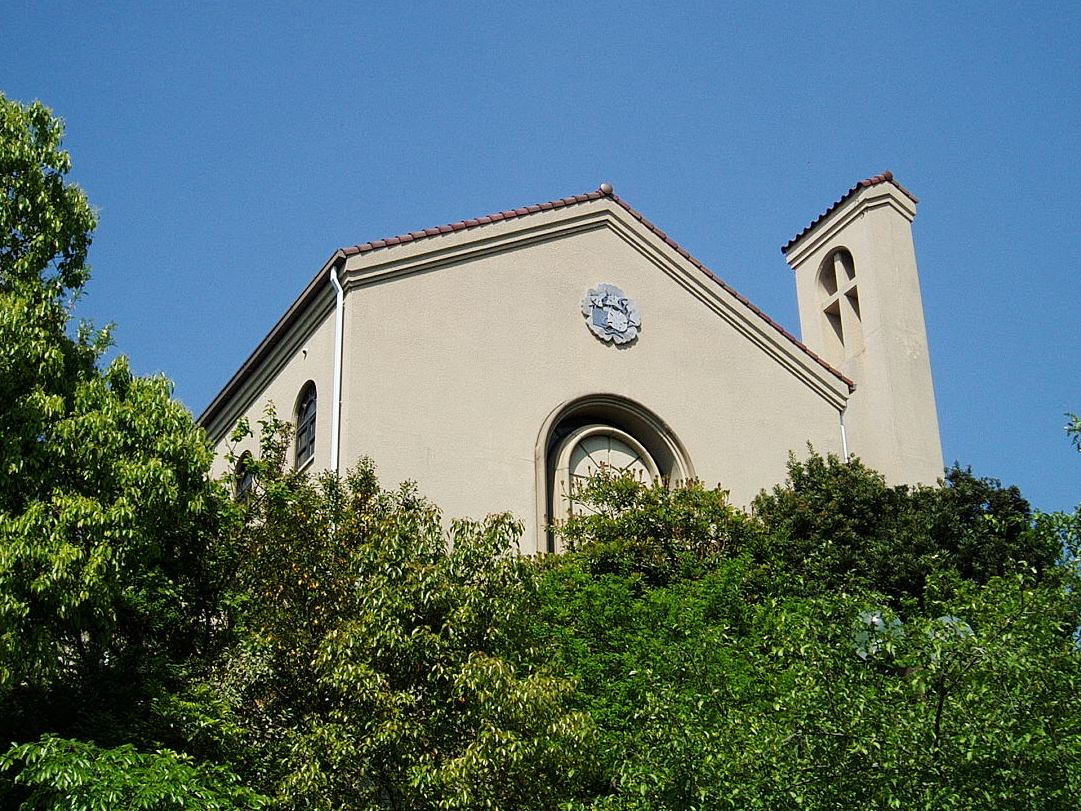
ハウ記念館

- ハウ記念館：1989年、頌栄保姆伝習所開設から数えて創立100周年を記念して設置された。
- 図書館：明治期の貴重な図書から最新の保育指導書まで、約10万冊を所蔵。

### 研究
- 『頌栄短期大学研究紀要』[36]

## 学生生活

### 部活動・クラブ活動・サークル活動
- 頌栄短期大学のクラブ活動
  - 体育系：バレーボール・バスケットボール・テニス・バドミントン・ソフトボールなどがある。
  - 文化系：ハンドベル・聖歌隊・ミュージカル・コーラスのほか折り紙、人形劇など幼児に携わる職につくのに有用なクラブも少なくない。

### 学園祭
- 頌栄短期大学の学園祭は「頌栄祭」と呼ばれ、子どもたちのために行われるイベントで、毎年、概ね11月に行われている。
- 同窓会や併設の頌栄幼稚園の保護者によるバザーも同時に行われる。

## 大学関係者と組織

### 大学関係者一覧

#### 大学関係者
- 小磯良平：元教職員（洋画家）
- 西村元三朗：元教職員（洋画家）

## 施設

### キャンパス
- 講義棟（講義室・ピアノ練習室実習室　他）
- 事務棟：図書館などが付随している。
- 体育館
- 学生食堂
- ハウ記念館（チャペル・ホール・講義室・実習室　他）
- 頌栄幼稚園が同じ敷地内に併設されている。

## 対外関係

### 系列校
- 学校法人頌栄保育学院
  - 頌栄幼稚園（併設）
  - 乳幼児研究所
  - （頌栄人間福祉専門学校：キャンパスに隣接されていた。2009年閉校。）
- 社会福祉法人頌栄会
  - 頌栄保育園（鈴蘭台地区の鳴子）
  - 西鈴蘭台頌栄保育園（鈴蘭台地区の南五葉・2009年に神戸市から移管）　
  - 小規模保育園しょうえい
  - 頌栄児童館、南五葉児童館、君影学童コーナー

## 社会との関わり
- 地域貢献や子育て支援事業として、「子育てセミナー」、「保育セミナー」、「保育講座」、「パイプオルガン演奏会」、「ハンドベルコンサート」、「自然観察会」、「グローリーオープンカレッジ」などを行っている。

## 卒業後の進路について

### 就職について
- 保育科：保育園や幼稚園などへの就職では就職率100％（就職希望者に対し）を継続している。
- 特に兵庫県内の保育園や幼稚園などへの就職者が多いものとなっている。
- 神戸　頌栄グループの幼稚園や頌栄保育園などで活躍している出身者もいる。
- ＜進学・編入学＞：これまでの実績では、頌栄短期大学専攻科のほか他の保育系の学科を持つ大学などがある。